# Synchlora superaddita
Synchlora superaddita är en fjärilsart som beskrevs av Louis Beethoven Prout 1913. Synchlora superaddita ingår i släktet Synchlora och familjen mätare. Inga underarter finns listade i Catalogue of Life.